# Лисняк, Павел Егорович
Лисняк Павел Егорович (1933—2001) — шахтёр, забойщик шахты имени Артёма треста «Дзержинскуголь». Герой Социалистического Труда.

## Биография
Родился 12 декабря 1933 года в селе Парасковия Кегичёвского района Харьковской области в крестьянской семье. Ребенком находился в немецкой оккупации, учиться в школе начал только после освобождения села.
В 1949 году, по окончании 6-ти классов поступил в ФЗО № 53 г. Артемово, получил профессию крепильщика горных выработок, а с 1950 года зачислен в штат шахты имени Артёма треста «Дзержинскуголь».
В 1956 году Павел Лисняк вернулся из армии и Николай Кузьменко пригласил его в свою комсомольско-молодежную бригаду забойщиков. В то время бригада была одной из передовых на шахте, и работать в ней считалось большой честью. Павлу Лисняку было поручено вести выемку угля отбойным молотком в «магазинных» уступах, обеспечивая фронт работ для механизаторов. Здесь он ежесменно выполнял норму выработки на 150—200 процентов.
В 1959 году бригада одна из первых на шахте и в городе Дзержинске завоевала право называться «коллективом коммунистического труда».
20 августа 1975 года П. Е. Лисняк первым в Донбассе досрочно завершил выполнение заданий двух пятилеток, нарубил отбойным молотком 22 тысячи тонн угля. Был делегатом на XXV съезде КПСС.
В 1983 году Павлу Егоровичу исполнилось 50 лет, он взял краткосрочный отпуск на отдых и лечение и вновь возвратился в забой, трудился до 1991 года, передавая свой богатый опыт углеруба молодому поколению горняков.
Умер в октябре 2001 года, похоронен в городе Дзержинске.

## Награды
- орден Трудовой Славы 3-й степени.
- Указом Президиума Верховного Совета СССР в 1977 году П. Е. Лисняку было присвоено звание Героя Социалистического Труда с вручением ордена Ленина и золотой медали «Серп и Молот».
- Почётный шахтёр СССР
- знак «Шахтёрская слава» 3-х степеней,
- Почётная грамота Президиума Верховного Совета УССР
- дипломы Министерства угольной промышленности СССР.